# Emil Piegsa
Emil Piegsa (* 30. November 1873 in Köslin; † 13. Februar 1952 in Bielefeld) war ein deutscher Politiker (SPD).
Piegsa war bis 1919 Fabrikarbeiter in Waltershausen. 1901 bis 1916 war er Vorsitzender der Filiale des Fabrikarbeiterverbands und stellvertretender Geschäftsführer in Waltershausen. Von Oktober 1919 bis 1927 war er Geschäftsführer des Fabrikarbeiterverbands in Münsterberg a. d. Ohlau.
Von 1911 bis zur Novemberrevolution 1918 war er Mitglied im  Gothaer Landtag. 1919 wurde er in die Landesversammlung des Freistaates Sachsen-Gotha gewählt. 1927 war er Stadtverordneter und Kreistagsabgeordneter in Münsterberg.